# Usina Hidrelétrica de Irapé
A Usina Hidrelétrica de Irapé, ou Usina Presidente Juscelino Kubitschek, é uma usina hidrelétrica localizada nos municípios de Grão Mogol e Berilo, no estado de Minas Gerais, no Brasil. Ela foi construída no Rio Jequitinhonha com uma potência nominal instalada de 360 megawatts. Possui a barragem mais alta do Brasil e uma das mais altas do mundo, com 208 metros. A usina, que foi inaugurada em 2006, pertence à Companhia Energética de Minas Gerais e está entre as usinas mais modernas instaladas no Brasil.

## Topônimo
"Irapé" é derivado do tupi antigo eîrarapé, que significa "caminho das iraras" (eîrara, "irara" + pé, "caminho").

## Descrição
Na sua construção, foram empregados, aproximadamente, 8 000 pessoas, sendo que a maioria ficou instalada nos alojamentos construídos no canteiro de obras e outras optaram em morar na cidade de Virgem da Lapa, por questão de proximidade, sendo a cidade de Araçuaí a base de apoio para a região nos quesitos de saúde, educação e comércio, setores estes muito deficitários em comparação aos oferecidos nas demais regiões do Brasil.
A usina é vista como a maior esperança de desenvolvimento econômico e social da região do Vale do Jequitinhonha, considerada uma das regiões mais pobres do Brasil.
Entre inúmeras empresas que participaram em colaboração ao Consórcio Construtor Irapé, destacam-se as empresas Voith Siemens, Bardella, Odebrecht (atual Novonor), Andrade Gutierrez, Hochtief, Holcim e Transmun.